# Liotella
Liotella es un género de molusco gasterópodo de la familia Liotiidae. 

## Especies
Las especies de este género son:
- Liotella annulata (Tenison Woods, 1874)
- Liotella anxia (Hedley, 1909)
- Liotella aupouria Powell, 1937
- Liotella cancellata (Krauss, 1848)
- Liotella capitata (Hedley, 1907)
- Liotella compacta (Petterd, 1884)
- Liotella corona (Hedley, 1902)
- Liotella crassicostata (Strebel, 1908)
- Liotella elegans Laseron, 1958
- Liotella endeavourensis Dell, 1990
- Liotella indigens Finlay, 1927
- Liotella johnstoni (Beddome, 1883)
- Liotella kilcundae (Gatliff & Gabriel, 1914)
- Liotella mackenae Dell, 1956
- Liotella petalifera (Hedley & May, 1908)
- Liotella polypleura (Hedley, 1904)
- Liotella pulcherrima (Henn & Brazier, 1894)
- Liotella rotula (Suter, 1908)
- Liotella vercoi (Gatliff & Gabriel, 1914)